# Mon oncle

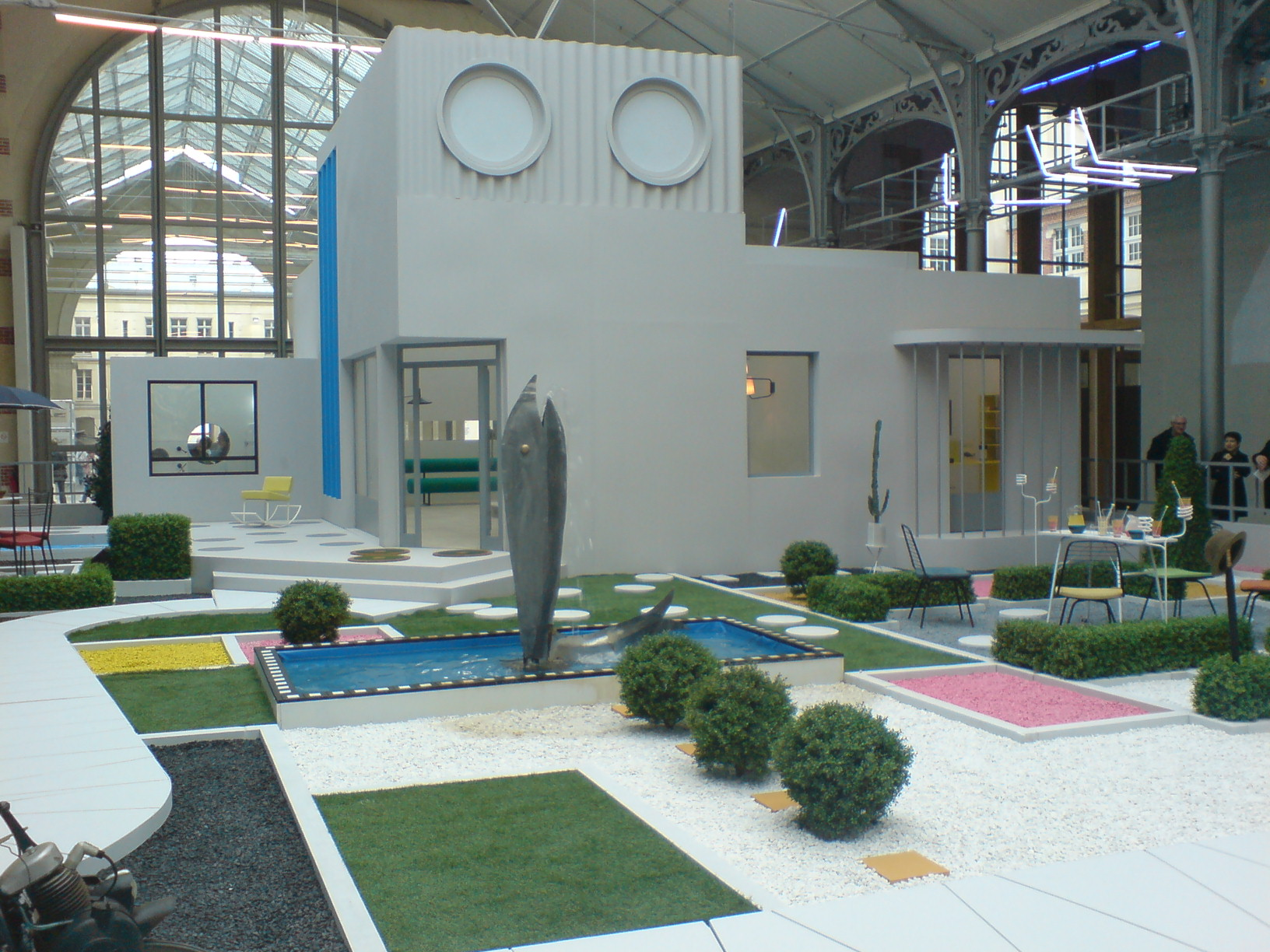
Villa Arpel

Mon oncle is een Franse film van Jacques Tati uit 1958 die de Oscar voor beste buitenlandse film won. Mon oncle is een komedie waarin decadentie, moderniteit, hebzucht en de onschuld van de jeugd centraal staan. De film bevat nauwelijks dialoog en is een observatie van een rijk maar ongelukkig gezin.
In de film gaat Monsieur Hulot op bezoek bij zijn kleine neefje, dat samen met zijn ouders in Villa Arpel woont, een hypermodern huis. De vader van het gezin bekleedt een hoge functie bij een plasticfabriek. Hulot vindt het helemaal niets in het grote, lege kille huis: de ultrastilistische stoelen zitten niet lekker; de afstandsbediening waarmee het elektronisch bestuurde huis bediend wordt, werkt niet; het huis is koud en onpraktisch.
Monsieur Hulot merkt dat zijn neefje ongelukkig is: het kind mag namelijk geen vriendjes meenemen want dan gaat de moderne kunst in het huis kapot; het joch vindt ook geen warmte bij zijn ouders want die zijn altijd aan het werk. Hulot neemt zijn neefje mee naar een nostalgische gezellige woonwijk waar het joch met zijn vriendjes kan spelen.

De boodschap is: kille decadentie is maar niets, oude gezelligheid dat is wat een kind nodig heeft.
De film eindigt met een scène waarin de oude woonwijk plaats moet maken voor een hypermodern kantorencomplex.
Mon oncle werd opgenomen in Studios de la Victorine te Nice (Villa Arpel), in Saint-Maur-des-Fossés (woning van Monsieur Hulot), en in Créteil (fabriek).

In Saint-Maur-des-Fossés is in 2000 een bronzen beeldengroep geplaatst ter ere van Jaques Tati.

## Rolverdeling
| Acteur                | Personage                    |
| --------------------- | ---------------------------- |
| Jacques Tati          | Monsieur Hulot               |
| Jean-Pierre Zola      | Monsieur Arpel               |
| Adrienne Servantie    | Madame Arpel                 |
| Alain Bécourt         | Gérard Arpel                 |
| Lucien Frégis         | Monsieur Pichard             |
| Betty Schneider       | Betty                        |
| Jean-François Martial | ober                         |
| Dominique Marie       | buurman                      |
| Yvonne Arnaud         | Georgette                    |
| Adelaide Danieli      | Madame Pichard               |
| Régis Fontenay        | Braces dealer                |
| Claude Badolle        | handelaar op de vlooienmarkt |
| Max Martel            | Dronken man                  |
| Nicolas Bataille      | arbeider                     |